# Riera de Breda
La riera de Breda, dita també riera de Riells quan passa per Riells i Viabrea, és una riera que neix al Montseny, flueix pel poble de Breda, del qual pren el nom i forma el límit occidental, i desemboca a la riera de Repiaix, que al seu torn desguassa a la Tordera pel marge esquerre.